# Jef Desmedt
Jef Desmedt (Brecht, 29 maart 1972) is een Belgisch voormalig eventingruiter.

## Levensloop
Desmedt vertegenwoordigde België op de Olympische Spelen van 1992 met het paard 'Dolleman'. Individueel werd hij er 39e in de dressuur, 13e in de crosscountry en 9e in het springconcours, wat resulteerde in een tiende plaats in de eindrangschikking. Met het Belgisch team (voorts bestaande uit Karin Donckers, Willy Sneyers en Dirk Van Der Elst) eindigde hij er op de 4e plek.
Hij studeerde diergeneeskunde aan de Rijksuniversiteit Gent. Desmedt is onder meer actief als dierenarts voor de FEI en de KBRSF. Zijn neef Dolf is ook actief in het eventing.